# Контрада Фођа I
Контрада Фођа I је насеље у Италији у округу Агриђенто, региону Сицилија.
Према процени из 2011. у насељу је живело 39 становника. Насеље се налази на надморској висини од 55 м.